# 미셸 예희 리
미셸 예희 리(Michelle Ye Hee Lee, 1988년 6월 13일~)는 미국의 기자로 워싱턴 포스트의 도쿄도 지국 보도 국장이다. 이전에는 아시아 미국 언론인 협회 회장으로 있었다.

## 어린 시절
리는 1988년 서울특별시에서 태어났다. 그녀와 어머니는 1995년에 미국으로 이주하여 처음에는 워런 (오하이오주)에 정착한 후 괌으로 이사했고, 그곳에서 어린 시절의 대부분을 보냈다. 리는 듀크 대학교에서 글쓰기 캠프에 참석한 후 저널리즘에 관심을 갖게 되었다. 15세에 그녀는 "VIBE" 고등학생 인턴십 프로그램을 통해 퍼시픽 데일리 뉴스에서 인턴으로 일했다. 그녀는 하갓냐에 있는 여자 카톨릭 고등학교인 아워 레이디 오브 괌 아카데미를 졸업했다.
2008년에 애틀랜타에 본사를 둔 월간 예술 및 문화 신문/잡지 출판사인 크리에이티브 루핑에서 인턴으로 일했다. 1년 후, 그녀는 시카고 트리뷴에서 인턴이 되었다. 2010년 에모리 대학교에서 국제학 및 영어학 학사 학위를 취득했다. 에모리 대학 재학 중 2009년부터 2010년까지 학생 신문인 에모리 휠의 편집장을 역임했다. 2011년 미국 시민권을 취득하여 귀화했다.

## 경력
대학 졸업 후, 리는 애리조나 리퍼블릭에서 정부 책임 담당 기자로 일했으며, 애리조나주의 공공 자금, 규제 허점 및 주와 카운티 정치를 취재했다. 2013년 야넬힐 산불 보도로 리와 애리조나 리퍼블릭의 직원들은 2014년 퓰리처상 최종 후보에 올랐다. 애리조나의 성범죄자 노숙자 추적 및 모니터링 실패에 대한 그녀의 조사로 그녀는 젊은 언론인들을 위한 리빙스턴 어워드 최종 후보로 지명되었다.
2014년 워싱턴 포스트에 합류하여 워싱턴 포스트의 "팩트 체커"에서 기사를 썼는데, 이 코너는 정치인들의 발언을 평가하며, 일반적으로 피노키오의 범위가 1개부터 4개까지 있다. 피노키오 1개는 사실의 사소한 각색을 의미하며, 피노키오 4개는 완전한 거짓말을 의미한다. 만약 그 진술이 사실이라면, 그 사람은 드물게 "제페토"를 받게 될 것이다. 2017년 리는 팩트체크팀을 떠나 워싱턴 포스트의 정치 기획 및 조사 부서로 옮겨 미국의 정치에서 돈과 영향력을 다뤘다.
워싱턴 포스트와 함께 그녀는 서울에서 2018년 북미정상회담을 보도했다. 리는 현재 탐사보도 기자 및 편집자 협회의 회원이며 프레스 패스 멘토스 프로그램을 통해 지역 고등학교 학생들을 대상으로 강의했다.
2017년, 그녀는 뉴스룸의 다양성을 증진하고 유색인종 공동체에 대한 공정하고 정확한 보도를 보장하는 비영리 회원 단체인 아시아 미국 언론인 협회(AAJA)의 회장으로 선출되었다. 2020년 8월, 리는 AAJA 회장으로 두 번째 임기를 위해 재선되었다. 그녀는 2022년까지 이 직책을 맡았고, 니콜 둥카가 그 뒤를 이었다.
2020년 12월, 그녀는 워싱턴 포스트의 도쿄도 지국장으로 임명되었다. 이 임무는 일본, 북한, 대한민국을 보도하는 책임을 동반한다.